# Campeonato Mundial de Halterofilia de 2010
El LXXVIII Campeonato Mundial de Halterofilia se celebró en Antalya (Turquía) entre el 18 y el 26 de septiembre de 2010 bajo la organización de la Federación Internacional de Halterofilia (IWF) y la Federación Turca de Halterofilia.
Las competiciones se realizaron en las instalaciones del Antalya Expo Center. Participaron en total 563 halterófilos (345 hombres y 218 mujeres) de 81 federaciones nacionales afiliadas a la IWF.

## Medallistas

### Masculino
| Evento          | Oro                                          | Plata                                         | Bronce                                        |
| --------------- | -------------------------------------------- | --------------------------------------------- | --------------------------------------------- |
| 56 kg (18.09)   | Wu Jingbiao China 132 + 160 = 292            | Long Qingquan China 127 + 161 = 288           | Cha Kum-Chol Corea del Norte 130 + 150 = 280  |
| 62 kg (19.09)   | Kim Un-Guk Corea del Norte 147 + 173 = 320   | Zhang Jie China 141 + 174 = 315               | Erol Bilgin Turquía 143 + 171 = 314           |
| 69 kg (21.09)   | Mete Binay Turquía 160 + 175 = 335           | Armen Kazarian · Rusia · 148 + 181 = 329      | Triyatno Indonesia 146 + 178 = 324            |
| 77 kg (23.09)   | Tigran Martirosian Armenia 173 + 200 = 373   | Lyu Xiaojun China 170 + 200 = 370             | Tarek Yehia · Egipto · 157 + 199 = 356        |
| 85 kg (24.09)   | Adrian Zieliński · Polonia · 173 + 210 = 383 | Alexei Yufkin · Rusia · 172 + 208 = 380       | Siarhei Lahun · Bielorrusia · 166 + 211 = 377 |
| 94 kg (25.09)   | Alexandr Ivanov · Rusia · 185 + 218 = 403    | Artem Ivanov · Ucrania · 185 + 217 = 402      | Valeriu Calancea · Rumania · 177 + 220 = 397  |
| 105 kg (26.09)  | Marcin Dołęga · Polonia · 188 + 227 = 415    | Dmitri Klokov · Rusia · 192 + 223 = 415       | Vladimir Smorchkov · Rusia · 190 + 220 = 410  |
| +105 kg (26.09) | Behdad Salimi Irán 208 + 245 = 453           | Matthias Steiner · Alemania · 194 + 246 = 440 | Artem Udachyn · Ucrania · 205 + 235 = 440     |

1. 1 2 3  Arrancada (kg) + dos tiempos (kg) = total olímpico (kg).

### Femenino
| Evento         | Oro                                                | Plata                                              | Bronce                                                     |
| -------------- | -------------------------------------------------- | -------------------------------------------------- | ---------------------------------------------------------- |
| 48 kg (17.09)  | Nurcan Taylan Turquía 93 + 121 = 214               | Sibel Özkan Turquía 90 + 115 = 205                 | Tian Yuan China 88 + 116 = 204                             |
| 53 kg (18.09)  | Chen Xiaoting China 100 + 122 = 222                | Aylin Daşdelen Turquía 90 + 121 = 211              | Yuderqui Contreras · República Dominicana · 93 + 113 = 206 |
| 58 kg (19.09)  | Deng Wei China 102 + 135 = 237                     | Nastassia Novikava · Bielorrusia · 103 + 130 = 233 | Jong Chun-Mi Corea del Norte 100 + 130 = 230               |
| 63 kg (20.09)  | Maiya Maneza · Kazajistán · 105 + 143 = 248        | Sibel Şimşek Turquía 111 + 130 = 241               | Ouyang Xiaofang China 112 + 129 = 241                      |
| 69 kg (22.09)  | Svetlana Shimkova · Rusia · 116 + 140 = 256        | Kang Yue China 113 + 140 = 253                     | Meline Daluzian Armenia 112 + 139 = 251                    |
| 75 kg (23.09)  | Svetlana Podobedova · Kazajistán · 134 + 161 = 295 | Natalia Zabolotnaya · Rusia · 133 + 160 = 293      | Nadezhda Yevstiujina · Rusia · 123 + 160 = 283             |
| +75 kg (25.09) | Tatiana Kashirina · Rusia · 145 + 170 = 315        | Meng Suping China 131 + 179 = 310                  | Jang Mi-Ran Corea del Sur 130 + 179 = 309                  |

1. 1 2 3  Arrancada (kg) + dos tiempos (kg) = total olímpico (kg).

## Medallero
| Núm. | País                 | Oro | Plata | Bronce | Total |
| ---- | -------------------- | --- | ----- | ------ | ----- |
| 1    | China                | 3   | 5     | 2      | 10    |
| 2    | Rusia                | 3   | 4     | 2      | 9     |
| 3    | Turquía              | 2   | 3     | 2      | 7     |
| 4    | Kazajistán           | 2   | 0     | 0      | 2     |
| 4    | Polonia              | 2   | 0     | 0      | 2     |
| 6    | Corea del Norte      | 1   | 0     | 2      | 3     |
| 7    | Armenia              | 1   | 0     | 1      | 2     |
| 8    | Irán                 | 1   | 0     | 0      | 1     |
| 9    | Bielorrusia          | 0   | 1     | 1      | 2     |
| 9    | Ucrania              | 0   | 1     | 1      | 2     |
| 11   | Alemania             | 0   | 1     | 0      | 1     |
| 12   | Corea del Sur        | 0   | 0     | 1      | 1     |
| 12   | Egipto               | 0   | 0     | 1      | 1     |
| 12   | Indonesia            | 0   | 0     | 1      | 1     |
| 12   | República Dominicana | 0   | 0     | 1      | 1     |
| 12   | Rumania              | 0   | 0     | 1      | 1     |
|      | TOTAL                | 15  | 15    | 15     | 45    |